# 사우스스트림

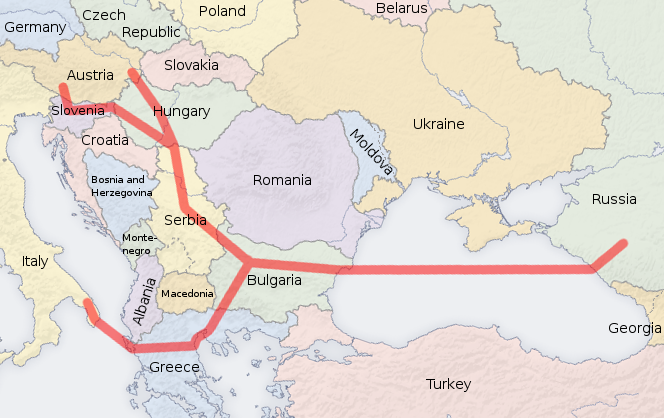
사우스스트림 계획 경로

사우스스트림(러시아어: Южный Поток, 불가리아어: Южен поток, 크로아티아어: 슬로베니아어: Južni tok, 세르비아어: Jужни ток / Južni tok, 헝가리어: Déli Áramlat)은 러시아가 우크라이나를 경유하지 않고 천연 가스를 수송하기 위해 만들려고 했던 가스관으로 흑해를 거쳐 불가리아, 세르비아, 헝가리, 슬로베니아, 크로아티아, 오스트리아로 연결될 예정이었다.
러시아는 2007년부터 이 가스관의 건설을 추진했다. 특히 우크라이나와의 가스 분쟁으로 인해 유럽으로 가스를 수송하는 데에 어려움을 겪게 되면서 우크라이나를 우회하는 가스관이 필요했다. 불가리아, 세르비아, 헝가리, 슬로베니아, 크로아티아, 오스트리아가 가스관 건설 프로젝트에 참여했다.
2013년부터 2014년까지 우크라이나에서 일어난 유로마이단 사태의 여파로 러시아가 사우스스트림을 통해 가스를 수출할 필요성이 커졌다. 2014년 러시아가 크림반도를 병합하면서 크림반도의 경제 수역을 우회하는 가스관 노선을 직선화 또는 크림반도 육상 경유로 변경할 수 있게 되어 건설 비용이 감소되어 적극 추진될 것으로 전망되었다. 그러나 러시아가 우크라이나 사태에 개입했다는 이유로 유럽 연합으로부터 경제 제재를 당한 뒤부터 불가리아가 가스관 건설에 난색을 표하면서 러시아는 사우스스트림 건설을 포기하고 터키행 새 가스관 (터키스트림)을 건설하는 것으로 계획을 바꾸었다.

## 같이 보기
- 터키스트림
- 블루스트림
- 노르트스트림